# Madagaskar na Letnich Igrzyskach Olimpijskich 2008
Madagaskar na Letnich Igrzyskach Olimpijskich 2008 reprezentowało 6 zawodników w 4 dyscyplinach.
Był to dziesiąty start reprezentacji Madagaskaru na letnich igrzyskach olimpijskich.

## Wyniki reprezentantów Madagaskaru

### Boks
Mężczyźni
| Zawodnik                | Konkurencja | 1/32                   | 1/16                         | Ćwierćfinał                  | Półfinał                     | Finał                        |                              |
| Zawodnik                | Konkurencja | Przeciwnik Punkty      | Przeciwnik Punkty            | Przeciwnik Punkty            | Przeciwnik Punkty            | Przeciwnik Punkty            |                              |
| ----------------------- | ----------- | ---------------------- | ---------------------------- | ---------------------------- | ---------------------------- | ---------------------------- | ---------------------------- |
| Jean de Dieu Soloniaina | waga lekka  | Francisco Vargas P 2-9 | Odpadł z dalszej rywalizacji | Odpadł z dalszej rywalizacji | Odpadł z dalszej rywalizacji | Odpadł z dalszej rywalizacji | Odpadł z dalszej rywalizacji |

### Judo
Mężczyźni
| Zawodnik     | Konkurencja | 1/32                      | 1/16                         | Ćwierćfinał                  | Półfinał                     | Pierwsza runda repasaży      | Ćwierćfinał repasaży         | Półfinał repasaży            | Finał                        |
| Zawodnik     | Konkurencja | Przeciwnik Punkty         | Przeciwnik Punkty            | Przeciwnik Punkty            | Przeciwnik Punkty            | Przeciwnik Punkty            | Przeciwnik Punkty            | Przeciwnik Punkty            | Przeciwnik Punkty            |
| ------------ | ----------- | ------------------------- | ---------------------------- | ---------------------------- | ---------------------------- | ---------------------------- | ---------------------------- | ---------------------------- | ---------------------------- |
| Norbert Elie | 60kg        | Kim Kyong-jin P 0000:1000 | Odpadł z dalszej rywalizacji | Odpadł z dalszej rywalizacji | Odpadł z dalszej rywalizacji | Odpadł z dalszej rywalizacji | Odpadł z dalszej rywalizacji | Odpadł z dalszej rywalizacji | Odpadł z dalszej rywalizacji |

### Lekkoatletyka
Mężczyźni
| Zawodnik                     | Konkurencja       | Eliminacje | Eliminacje | Druga runda                  | Druga runda                  | Półfinał                     | Półfinał                     | Finał                        | Miejsce                      |                              |
| Zawodnik                     | Konkurencja       | Wynik      | Miejsce    | Wynik                        | Miejsce                      | Wynik                        | Miejsce                      | Wynik                        | Miejsce                      |                              |
| ---------------------------- | ----------------- | ---------- | ---------- | ---------------------------- | ---------------------------- | ---------------------------- | ---------------------------- | ---------------------------- | ---------------------------- | ---------------------------- |
| Joseph-Berlioz Randriamihaja | 110m przez płotki | 13.91      | 36         | Odpadł z dalszej rywalizacji | Odpadł z dalszej rywalizacji | Odpadł z dalszej rywalizacji | Odpadł z dalszej rywalizacji | Odpadł z dalszej rywalizacji | Odpadł z dalszej rywalizacji | Odpadł z dalszej rywalizacji |

Kobiety
| Zawodniczka                | Konkurencja | Eliminacje | Eliminacje | Druga runda                   | Druga runda                   | Półfinał                      | Półfinał                      | Finał                         | Miejsce                       |                               |
| Zawodniczka                | Konkurencja | Wynik      | Miejsce    | Wynik                         | Miejsce                       | Wynik                         | Miejsce                       | Wynik                         | Miejsce                       |                               |
| -------------------------- | ----------- | ---------- | ---------- | ----------------------------- | ----------------------------- | ----------------------------- | ----------------------------- | ----------------------------- | ----------------------------- | ----------------------------- |
| Nirinaharifidy Ramilijaona | 100m        | 12.07      | 55         | Odpadła z dalszej rywalizacji | Odpadła z dalszej rywalizacji | Odpadła z dalszej rywalizacji | Odpadła z dalszej rywalizacji | Odpadła z dalszej rywalizacji | Odpadła z dalszej rywalizacji | Odpadła z dalszej rywalizacji |

### Pływanie
Mężczyźni
| Zawodnik       | Konkurencja          | Wyścig eliminacyjny | Wyścig eliminacyjny | Półfinał                     | Półfinał                     | Finał                        | Finał                        |
| Zawodnik       | Konkurencja          | Czas                | Miejsce             | Czas                         | Miejsce                      | Czas                         | Miejsce                      |
| -------------- | -------------------- | ------------------- | ------------------- | ---------------------------- | ---------------------------- | ---------------------------- | ---------------------------- |
| Erik Rajohnson | 100 m st. klasycznym | 1:08.42             | 59                  | Odpadł z dalszej rywalizacji | Odpadł z dalszej rywalizacji | Odpadł z dalszej rywalizacji | Odpadł z dalszej rywalizacji |

Kobiety
| Zawodniczka                        | Konkurencja       | Wyścig eliminacyjny | Wyścig eliminacyjny | Półfinał                      | Półfinał                      | Finał                         | Finał                         |
| Zawodniczka                        | Konkurencja       | Czas                | Miejsce             | Czas                          | Miejsce                       | Czas                          | Miejsce                       |
| ---------------------------------- | ----------------- | ------------------- | ------------------- | ----------------------------- | ----------------------------- | ----------------------------- | ----------------------------- |
| Tojohanitra Andriamanjatoarimanana | 50 m st. dowolnym | 28.54               | 60                  | Odpadła z dalszej rywalizacji | Odpadła z dalszej rywalizacji | Odpadła z dalszej rywalizacji | Odpadła z dalszej rywalizacji |